# Azilsartan
Azilsartan ou azilsartana é um fármaco do tipo antagonista do receptor da angiotensina. Se encontra em fase de pesquisa clínica para o tratamento da Hipertensão arterial.